# Нёботов, Александр Андреевич
Александр Андреевич Нёботов (укр. Олександр Андрійович Неботов; 14 (27) марта 1907, село Авдеевка, Бахмутский уезд, Екатеринославская губерния, Российская империя — 7 марта 1962, Харьков, Украинская ССР, СССР) — советский партийный работник и учёный-историк, правовед, кандидат исторических наук (1948). С конца 1920-х по 1950 год занимал различные руководящие партийные должности в Украинской и Казахской ССР. В 1950—1961 годах был директором и ректором Харьковского юридического института, а затем доцентом в нём же.

## Биография
Александр Нёботов родился 14 (27 марта) 1907 года (по другим данным в 1906 году) в селе Авдеевка Бахмутского уезда Екатеринославской губернии в шахтёрской семье. Работать начал с 17 лет, был шахтёром, рассыльщиком конторы, чернорабочим и десятником на шахте № 8/9 (Щегловский рудник, ныне Донецкая область). С 1922 года был членом комсомола, а с ноября 1925 года — членом ВКП(б).
На протяжении 23-х лет, с 1927 по 1950 год, занимался партийной и профсоюзной деятельностью. В довоенный период Нёботов занимал ответственные должности в шахтёрских профсоюзах, был заместителем заведующего отделом пропаганды и агитации Центрального комитета Коммунистической партии Украины и секретаря Кировоградского областного комитета (обкома) ВКП(б). Параллельно получал образование. С 1927 по 1929 год обучался в окружной советско-партийной школе, в 1930—1932 годах был слушателем в московской Высшей школе профсоюзного движения ВЦСПС, обучался в киевском (по другим данным в московском) Институте красной профессуры, который окончил в 1936 году. В 1938 году начал работать в ЦК ВКП(б) Украины, где конца января 1938 года был инструктором, с марте того же года — ответственным организатором, а с августа и до начала 1941 года — заместителем заведующего отделом пропаганды и агитации.
Во время Великой Отечественной войны Александр Андреевич работал в органах Коммунистической партии Казахстана, а после освобождения Сталинской области Украинской ССР стал исполняющим обязанности секретаря по пропаганде и агитации тамошнего обкома ВКП(б), а затем вернулся на аналогичную должность в Кировоградском обкоме. В 1947/48 году одновременно с работой в Кировоградском обкоме партии прошел переподготовку в Академии общественных наук при ЦК ВКП(б), которая проводилась для преподавателей основ марксизма-ленинизма. В 1947 году защитил диссертацию на соискание учёной степени кандидата исторических наук, а 30 января 1948 года ему была присвоена эта учёная степень.
Весной 1950 года занял должность директора Харьковского юридического института, на которой оставался вплоть до 1961 года, когда он стал первым ректором этого вуза, но вскоре был освобождён от должности по состоянию здоровья, и в июне того же года перешёл на должность доцента на кафедре марксизма-ленинизма. Во время директорства/ректорства Александра Нёботова в ХЮИ стала развиваться аспирантура и работа кафедр, улучшилось качество обучения. 27 июня 1953 года получил учёное звание доцента.
Александр Андреевич Нёботов скончался 7 марта 1962 года в Харькове. Свои соболезнования семье усопшего выразили ректорат, партийный комитет и общественные организации ХЮИ. Прощание с бывшим ректором проходило 10 марта в здании ХЮИ.
Был отмечен орденом «Знак Почёта», медалями «За доблестный труд в Великой Отечественной войне 1941—1945 гг.» и «За восстановление угольных шахт Донбасса».
Был автором 34 научных и публицистических трудов. С 1938 по 1951 год как автор издал двадцать статей, которые были зарегистрированы Всесоюзной книжной палатой. Ряд его работ касались юридических и исторических тем. Также среди его работ были книга «Пролетарский Донбасс в борьбе за Советскую власть (1919—1920 гг.)» (1959) и статья «Приблизить юридическое образование к нуждам жизни» (укр. Наблизити юридичну освіту до потреб життя) в журнале «Радянське право», 1959, № 3.
Советский и украинский государственный и политический деятель Г. К. Крючков, характеризовал своих институтских наставников, которые для него были примерами для подражания, в число которых входил и Александр Андреевич, как принципиальных людей, которые не поддавались конъюнктуре, а жили по закону и по совести.